# Erythrogonia bakula
Erythrogonia bakula är en insektsart som beskrevs av Medler 1963. Erythrogonia bakula ingår i släktet Erythrogonia och familjen dvärgstritar. Inga underarter finns listade i Catalogue of Life.